# Ecnomus acanthogonus
Ecnomus acanthogonus är en nattsländeart som beskrevs av G. Marlier 1958. Ecnomus acanthogonus ingår i släktet Ecnomus och familjen trattnattsländor. Inga underarter finns listade i Catalogue of Life.